# Bandavisslare
Bandavisslare (Pachycephala macrorhyncha) är en fågel i familjen visslare inom ordningen tättingar.

## Utseende och läte
Bandavisslaren är en knubbig tätting med rätt kraftig näbb. Hanne har svart huva, vit strupe (gul i Tanimbaröarna), lysande gul undersida och mattgrön ovansida med ett gyldgult halsband. Honan är mer färglös, med brun eller grå ovansida, ljus strupe och ljusbeige till gul undersida. Honan skiljer sig från timorvisslare genom större kropp samt längre och kraftigare näbb; från hona wallaceavisslare på frånvaro av streck på strupen; och från gråbrun visslare genom gulare undersida och brunare ovansida. Lätena varierar, med högljudda visslingar som ibland avslutas i mycket ljudstarka pisksnärtliknande ljud.

## Utbredning och systematik
Bandavisslare delas upp i fem underarter med följande utbredning:
- Pachycephala macrorhyncha fuscoflava – förekommer på Tanimbaröarna (Larat och Yamdena)
- Pachycephala macrorhyncha macrorhyncha – förekommer i södra Moluckerna (Ambon och Seram)
- Pachycephala macrorhyncha buruensis – förekommer på Buru (södra Moluckerna)
- Pachycephala macrorhyncha clio – förekommer på Sulaöarna (Taliabu, Seho, Mangole och Sanana)
- Pachycephala macrorhyncha pelengensis – förekommer på Banggaiöarna (Peleng och Banggai)

Ytterligare taxa i östra Små Sundaöarna kategoriserades tidigare som underart till bandavisslaren, men förs sedan 2024 till andra arter:
- callliope på Roti, Timor, Semau och Wetar kombineras med majoriteten av bestånden inom orangebröstad visslare (P. fulvotincta) till den nya arten tenggaravisslare (P. calliope)
- compar och par på Leti och Moa respektive Romang förs till timorvisslare (P. orpheus)
- dammeriana på Damar flyttas till svartstjärtad visslare (P, melanura)
- sharpei på Babar urskíljs som den egna arten babarvisslare

## Status
IUCN behandlar inte bandavisslaren som egen art, varför dess hotstatus inte bedömts.